# سیارک ۲۵۶۷۹
سیارک ۲۵۶۷۹ (به انگلیسی: 25679 Andrewguo، نامگذاری:2000AX105)۲۵۶۷۹مین سیارک کشف شده‌است که در ۰۵ ژانویه ۲۰۰۰ کشف شد.